# Internazionali di Monza e Brianza 2012
Gli Internazionali di Monza e Brianza 2012, noti come Mitsubishi Electric Europe Cup per motivi di sponsorizzazione, sono stati un torneo professionistico di tennis giocato sulla terra rossa. È stata l'8ª edizione del torneo che fa parte dell'ATP Challenger Tour nell'ambito dell'ATP Challenger Tour 2012. Si è giocato Monza in Italia dall'11 al 17 giugno 2012.

## Partecipanti

### Teste di serie
| Nazionalità | Giocatore              | Ranking* | Testa di serie |
| ----------- | ---------------------- | -------- | -------------- |
| Spagna      | Albert Montañés        | 65       | 1              |
| Italia      | Filippo Volandri       | 81       | 2              |
| Italia      | Potito Starace         | 97       | 3              |
| Slovenia    | Blaž Kavčič            | 99       | 4              |
| Germania    | Michael Berrer         | 114      | 5              |
| Croazia     | Antonio Veić           | 119      | 6              |
| Brasile     | Rogério Dutra da Silva | 121      | 7              |
| Spagna      | Daniel Gimeno Traver   | 125      | 6              |

- Ranking al 28 maggio 2012.

### Altri partecipanti
Giocatori che hanno ricevuto una wild card:
- Andrea Arnaboldi
- Edoardo Eremin
- Alessio di Mauro
- Filippo Volandri

Giocatori che hanno ricevuto un entry come special exempt:
- Alejandro González

Giocatori passati dalle qualificazioni:
- Antonio Comporto
- Nicolás Pastor
- Boris Pašanski
- Walter Trusendi

## Campioni

### Singolare
Daniel Gimeno Traver ha battuto in finale  Albert Montañés con il punteggio di 6–2, 4–6, 6–4

### Doppio
Andrej Golubev /  Jurij Ščukin hanno battuto in finale  Tejmuraz Gabašvili /  Stefano Ianni, 7–6(4), 5–7, [10–7]